# 21602 Ialmenus
21602 Ialmenus è un asteroide troiano di Giove del campo greco. Scoperto nel 1998, presenta un'orbita caratterizzata da un semiasse maggiore pari a 5,2036431 UA e da un'eccentricità di 0,0612187, inclinata di 7,94297° rispetto all'eclittica.
L'asteroide è dedicato a Ialmeno, uno dei greci entrati in Troia nascosti nel cavallo.